# Las Vegas (patiens)
Las Vegas är en vanlig patiens. Spelet är också känt som Harpan, vilket var namnet i den svenska översättningen av Microsoft Windows.

## Regler

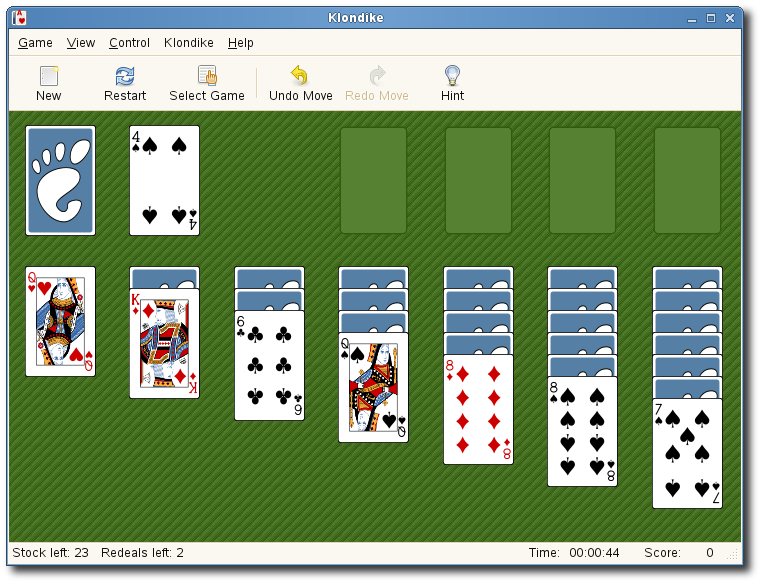
GNOME:s version av Las Vegas. Överst till vänster finns talongen (nedvänd) och det senast spelade kortet. Överst till höger finns de fyra uppsamlingshögarna (tomma). Nederst finns de sju korthögarna som de ser ut när spelet just ska börja.

Las Vegas använder en vanlig kortlek med 52 kort (inga jokrar). Spelet förbereds genom att sju högar av kort byggs. Högarna har (från vänster till höger) ett till sju kort, varav det översta i varje hög är uppvänt och resten är nedvända. Resterande kort blir talongen.
Målet är att fylla fyra uppsamlingshögar med kort av vardera färg (hjärter, ruter, spader, klöver) sorterade efter valör från ess (lägst) till kung (högst). För att nå dit kan spelaren göra fyra olika drag:
- Ett uppvänt kort kan flyttas från spelplanen till en uppsamlingshög om det översta kortet i uppsamlingshögen är i samma färg och en valör lägre. Hjärter fem kan till exempel bara läggas på hjärter fyra. I tomma högar kan man bara lägga ess.
- Ett eller flera uppvända kort kan flyttas från en hög till en annan på spelplanen om det översta kortet i målhögen är i motsatt kulör (rött, svart) och en valör högre än det understa kortet som flyttas. Kungar kan bara placeras på tomma högar.
- Om det översta kortet i en hög är nedvänt vänds det upp.
- Ett kort kan spelas från talongen till en separat spelhög. Det kort som spelas kan lämnas eller flyttas in i spelet enligt reglerna ovan. Inga andra kort kan flyttas till denna spelhög och bara ett kort i taget kan flyttas därifrån. När talongen är slut vänds högen av spelade kort och återanvänds.

Om inga drag kan göras trots att talongen har spelats igenom flera gånger eller är helt slut går patiensen inte ut.
Las Vegas kan spelas i olika svårighetsgrader.
- I en lättare variant spelas kort från talongen ett och ett. Den går ut ganska ofta.
- I de vanligaste varianterna spelas kort från talongen alternativt tre och tre i tre omgångar eller i tre omgångar där man först tar tre kort åt gången, sedan två åt gången och till sist ett åt gången. Detta gör det svårare att finna en effektiv strategi i spelet, och patiensen går ut mera sällan.

## Odds för vinst
En kortlek kan blandas på {\displaystyle 8\cdot 10^{67}} (52!) olika sätt. Cirka 79 % av dessa ger spel som är teoretiskt lösningsbara,  men en spelare vinner inte 79 % av spelen eftersom den gör felaktiga drag under spelets gång som gör spelet olösbart. Antalet spel en spelare kan realistiskt tänka sig vinna är minst 53% . Dessutom finns det spel som räknas ospelbara, det vill säga att inga kort kan röras alls från start. Detta händer i 0,025 % av fallen.

## Windows Harpan
I datorvarianten Harpan kan man både vinna och förlora poäng under läggningens gång. Samtidigt kan, om man vill, den tid klockas som man använder för att fundera ut en lämplig strategi för flyttning av korten. Genom tidtagningen kan spelaren tävla mot sig själv genom att med snabba och kloka beslut försöka få patiensen att gå ut på kortast möjliga tid.
Spelaren kan från en mönsterbank välja det mönster som kortens baksida ska visa. Valt mönster är en ren smaksak och inverkar inte på spelets förlopp. En av varianterna visar en figur, som då och då överraskar spelaren med att blinka med ena ögat. När patiensen går ut belönas spelaren med ett helt fyrverkeri där kortlekens alla 52 kort efter hand fyller hela skärmen i den ena kaskaden efter den andra. Hastigheten med vilken korten bläddras fram beror på datorns kapacitet: I en snabb dator bläddras korten snabbt, i en dator med mindre resurser bläddras korten långsammare.

### Poängräkning
Standardpoängräkning i Windows Harpan räknas enligt följande:
| Flytt                                          | Poäng                            |
| ---------------------------------------------- | -------------------------------- |
| Stack till spelplan                            | 5                                |
| Stack till uppsamlingshög                      | 10                               |
| Spelplan till uppsamlingshög                   | 10                               |
| Vända på kort i spelplan                       | 5                                |
| Uppsamlingshög till spelplan                   | -15                              |
| Börja om stack/talong (vid ett kort åt gången) | -100 (minsta möjliga poäng är 0) |

Att flytta kort direkt från stack till uppsamlingshög ger 10 poäng. Men om kortet först flyttas från stack till spelplanen, därefter till uppsamlingshög, utdelas ytterligare 5 poäng som ger en total om 15. För att maximera poäng ska därför kort aldrig flyttas direkt från stack till uppsamlingshög.
Tiden är också en faktor i Windows Harpan om tid-alternativet är aktiverat. För varje 10 sekunder som går förlorar spelaren 2 poäng. Bonuspoäng räknas ut genom att ta 700 000 / speltid (sekunder) när spelet tar över 30 sekunder. För spel som avslutas på mindre än 30 sekunder tillgodoräknas inga bonuspoäng.

## Datorversioner
- Michael A. Casteels sharewareversion av Las Vegas för Macintosh släpptes 1984 och har blivit sporadiskt uppdaterat sedan dess.
- Microsoft har sedan Windows 3.0 (1990) fram till och med Windows 10 inkluderat Harpan med undantag av Windows 8.
- GNOME och KDE har inkluderat Sol och Kpat som är en version av Las Vegas.
- PySol är en Open Source och plattformsoberoende samlingsspel skrivet i Python som innehåller cirka 1 000 olika patienser, däribland Las Vegas.
- Mängder av versioner finns för spel direkt på webben, utvecklade främst i Adobe Flash eller HTML5.